# Marina Eliezer
Marina Jomori Eliezer (* 13. Dezember 1992) ist eine brasilianische Badmintonspielerin.

## Karriere
Marina Eliezer gewann 2010 bei den brasilianischen Meisterschaften sowohl die Damendoppel- als auch die Mixedkonkurrenz. Im gleichen Jahr gewann sie auch Silber und Bronze bei den Südamerikaspielen.

## Sportliche Erfolge
| Saison | Veranstaltung                | Disziplin   | Platz | Name                           |
| ------ | ---------------------------- | ----------- | ----- | ------------------------------ |
| 2010   | Brasilianische Meisterschaft | Damendoppel | 1     | Fabiana Silva / Marina Eliezer |
| 2010   | Brasilianische Meisterschaft | Mixed       | 1     | Luis Cereda / Marina Eliezer   |
| 2010   | Südamerikaspiele             | Mixed       | 3     | Hugo Arthuso / Marina Eliezer  |
| 2010   | Südamerikaspiele             | Team        | 2     | Brasilien                      |